# Каннингем, Кенни (коста-риканский футболист)
Кенни Мартин Каннингем Браун (англ. Kenny Martin Cunningham Brown; 12 марта 1989, Алахуэла, Коста-Рика) — коста-риканский футболист, полузащитник клуба «Депортиво Малакатеко».

## Клубная карьера
Каннингем — воспитанник клуба «Перес-Селедон». Сыграл с клубом 18 матчей и забил 1 гол.
В 2009 году Кенни перешёл в клуб «Сан-Карлос». Дебютировал за новый клуб 13 сентября 2009 года в матче против клуба «Брухас».
В 2012 году Мартин сыграл 9 матчей за японский клуб «Гайнарэ Тоттори». Свой первый гол за клуб забил в матче против клуба «Гифу».
В 2013 году перешёл в боливийский клуб «Стронгест». Дебютировал 18 февраля 2013 года в матче против клуба «Блуминг», а забил первый гол в матче против клуба «Петролеро».
В том же году перешёл в новозеландский клуб «Веллингтон Феникс». Дебютировал 13 октября 2013 года в матче против клуба «Брисбен Роар».
В 2015 году сыграл 19 матчей с коста-риканским клубом «Эредиано». Первый гол забил в матче против клуба «Кармелита».
В 2016 году сыграл 12 матчей за клуб «Уругвай де Коронадо».
С 2016 по 2018 годы играл за клуб «Сантос де Гуапилес», сыграв 84 матча и забив 16 голов.
С лета 2018 года играет за гватемальский клуб «Депортиво Малакатеко».

## Карьера в сборной
с 2011 года Каннингем играет за сборную Коста-Рики. Дебютный гол забил в ворота сборной Кубы.

## Достижения

### Клубные
Командные
 «Эредиано»
- Кубок Коста-Рики по футболу — 2015